# Medicina basata sulle evidenze
La medicina basata sulle prove di efficacia o Medicina delle Prove di Efficacia (acronimo Me.P.E.), o medicina basata sulle evidenze (o sull'evidenza; dall'inglese evidence-based medicine, acronimo EBM) è definita come "il processo della ricerca, della valutazione e dell'uso sistematici dei migliori risultati attuali della ricerca contemporanea come base per le decisioni cliniche" nel campo della medicina.
Trisha Greenhalgh e Anna Donald lo definiscono più precisamente come "l'uso di stime matematiche del rischio di benefici e danni, derivate da ricerche di alta qualità su campioni di popolazione, per informare il processo decisionale clinico nelle fasi di indagine diagnostica o la gestione di singoli pazienti".
La medicina basata sulle prove cerca di valutare la forza delle prove dell'efficacia di test ed esami diagnostici, nonché dei rischi e dei benefici dei trattamenti medici, chirurgici e riabilitativi, compresa la valutazione dei risultati della mancanza di trattamento. Questo aiuta i medici a prevedere se un dato percorso diagnostico-terapeutico farà più male che bene, e consente loro di agire di conseguenza, informando il paziente in modo da scegliere la strada ritenuta migliore in un dato momento.
Tale concetto è relativo fondamentalmente alla letteratura scientifica di ambito medico e vuole significare che è possibile basare le proprie decisioni, diagnostiche e terapeutiche, sulla valutazione critica dei risultati metodologicamente più attendibili, reperibili appunto dalla letteratura scientifica: la EBM si fonda sul principio della valutazione dei migliori risultati della ricerca disponibili in quel preciso momento, rispetto alla letteratura scientifica internazionale, cioè ai dati pubblicati fin a quel momento su un dato argomento. In pratica ciò significa che ciò le decisioni mediche scientificamente corrette possono e devono fondarsi non semplicemente su ciò che deriva da ricerche, bensì prevalentemente da studi clinici controllati e da linee guida di pratica clinica aggiornate condivise, trasparenti e critiche: ci si deve basare su dati ottenuti mediante una valutazione critica degli studi esistenti per poter offrire a un dato paziente il miglior percorso di diagnosi e cura.

## Storia
Uno degli studiosi più influenti e determinanti nello sviluppo della medicina basata su prove di efficacia fu Józef Dietl. Dietl testò l'efficacia del salasso nella terapia contro la polmonite mettendo a confronto tre gruppi di pazienti: un primo gruppo venne curato con il salasso, un secondo gruppo venne curato con farmaci emetici (che inducono il vomito) e un terzo gruppo di controllo non ricevette nessuna cura. I risultati dimostrarono che sia i pazienti curati con il salasso sia quelli curati con il vomito indotto morivano in proporzione maggiore al gruppo di pazienti che non vennero curati affatto. Grazie a questo studio, la pratica del salasso fu progressivamente abbandonata dopo migliaia di anni di utilizzo.

## Sistemi di stratificazione dell'evidenza
La medicina basata sulle prove di efficacia stratifica vari livelli di prove cliniche. Per esempio la più grande prova per gli interventi terapeutici è composta dalla review sistematica di studi, in doppio cieco e controllati con placebo. Al contrario, le testimonianze del paziente, i case report e anche le opinioni di esperti hanno scarso valore come prova, per via dell'effetto placebo, per le differenze nell'osservazione e registrazione del caso, per la difficoltà nell'accertare chi sia un esperto, ecc.
Sono stati sviluppati sistemi atti a stratificare l'evidenza come quello sviluppato dalla US Preventive Services Task Force per quanto concerne le prove sull'efficacia dei trattamenti o dello screening.
| Livello I    | Evidenza ottenuta da almeno un trial controllato, ben progettato, con randomizzazione.                                                                                              |
| Livello II-1 | Evidenza ottenuta da un trial controllato, ben progettato, senza randomizzazione |
| Livello II-2 | Evidenza ottenuta da un ben progettato studio di coorte o da studi analitici case-control, preferibilmente da più di un centro o gruppo di ricerca.                                 |
| Livello II-3 | Evidenza ottenuta da serie multiple di trial con o senza intervento. Sensazionali risultati in trial non controllati, potrebbero anche essere registrati in questo tipo di evidenza |
| Livello III  | Opinioni di autorità di rispetto, basate su esperienze cliniche, studi descrittivi o report di comitati di esperti                                                                  |

Il National Health Service usa un sistema simile, utilizzando categorie chiamate A, B, C, e D. I livelli mostrati sopra sono adatti solamente per la valutazione di terapie, mentre sono necessari altri sistemi di valutazione per valutare l'accuratezza diagnostica, la storia naturale e la prognosi di una malattia. Per esempio, l'Oxford Centre for Evidence-based Medicine suggerisce livelli di evidenza (LOE) in accordo al progetto dello studio e un approccio critico per la prevenzione, diagnosi, prognosi, terapia ed effetti avversi degli studi.
| Livello A | Studi clinici randomizzati, studi di coorte, tutto o nulla, studi di coorte, protocolli decisionali validati in popolazioni differenti.                                                    |
| Livello B | Coerenti Studi retrospettivi, Studi di Coorte esploratori, Studi Ecologici, Studi di valutazione osservazionale degli esiti, studi caso-controllo; o estrapolazioni da studi di livello A. |
| Livello C | Studi di serie di casi o estrapolazioni da studi di livello B. |
| Livello D | Opinioni di esperti senza esplicita valutazione critica, o basate sulla fisiologia su ricerca fatta in laboratori controllati usando soggetti non umani.                                   |

### Categorie di raccomandazioni
Nelle linee guida si raccomanda di valutare per ciascuna terapia il rapporto rischio/beneficio della terapia e il livello di evidenza di questo dato.
La US Preventive Services Task Force usa questa classificazione basata sulla forza dell'evidenza e sul benefit netto (al beneficio viene sottratto il danno):
| Livello A | Come premessa devono essere utilizzati solo pazienti eleggibili. Una buona evidenza scientifica suggerisce che i benefici della terapia sostanzialmente siano maggiori dei rischi potenziali. I medici dovrebbero discuterne con i pazienti che ne possono trarre beneficio. |
| Livello B | Una minima ed equa evidenza scientifica suggerisce che i benefici della terapia sostanzialmente siano maggiori dei rischi potenziali. I medici dovrebbero discuterne con i pazienti che ne possono trarre beneficio.                                                         |
| Livello C | Una minima ed equa evidenza scientifica suggerisce che vi siano dei benefici derivanti dalla terapia e che i benefici sostanzialmente siano maggiori dei rischi potenziali. I medici non dovrebbero fornire tali terapie a meno di considerazioni individuali.               |
| Livello D | Una minima ed equa evidenza scientifica suggerisce che i rischi della terapia siano maggiori dei potenziali benefici. I medici non dovrebbero offrirli routinariamente a pazienti asintomatici.                                                                              |
| Livello I | Le evidenze sono insufficienti per raccomandare o sconsigliare il trattamento. |

## La Cochrane Library
La più accreditata fonte, nata nel 1992, è una associazione inglese di volontari che provvedono a raccogliere gli studi randomizzati controllati, effettuando revisioni sistematiche nella propria area di competenza, chiamata Cochrane. Questa prende il nome dall'epidemiologo scozzese Archie Cochrane, pioniere della medicina basata sulle evidenze, che nel 1972 scrisse un famoso testo (Effectiveness and Efficiency: Random Reflections on Health Services), sul mancato utilizzo pratico da parte dei sanitari di dati dell'evidenza sperimentale, preferendo piuttosto pratiche consolidate dalla consuetudine ma non sempre di accertato valore scientifico e/o medico.
I documenti prodotti si trovano nella Cochrane Library, che contiene raccolte di evidenze utili al processo decisionale clinico nei campi della terapia, della prevenzione e del miglioramento della qualità dei risultati.
La prova della qualità può essere valutata in base al tipo di fonte (da meta-analisi e revisioni sistematiche di studi randomizzati in triplo cieco clinici con occultamento di assegnazione e nessun abbandono, all'estremità alta della qualità, fino all'interazione col senso comune ai valori più bassi di qualità), così come da altri fattori, tra cui validità statistica, rilevanza clinica, e la peer-review acceptance. Con quest'impostazione della medicina si riconosce che molti aspetti dell'assistenza sanitaria dipendono da fattori individuali come il giudizio di qualità e valore della vita, che sono solo in parte soggetti a quantificarsi con metodi scientifici. L'applicazione dei dati di efficacia dipende quindi dalle circostanze e le preferenze del paziente, e le cure mediche restano soggette a contributi personali, valori politici, filosofici, etici, economici, ed estetici.
Una fonte in lingua italiana è GIMBE ( Gruppo Italiano Medicina Basata sulle Evidenze: http: gimbe.org): si tratta di una fondazione nata nel 1996 con l'obiettivo di diffondere in Italia la medicina basata su prove di efficacia, attraverso iniziative di formazione, editoria e ricerca.